# Бад-Вильдбад
Бад-Вильдбад (нем. Bad Wildbad), в литературе встречаются название Вильдбад (Wildbad)  — город в современной Германии (ФРГ), известный вюртембергский курорт, расположен в земле Баден-Вюртемберг, на северо-восточном склоне Шварцвальда. 
Город подчинён административному округу Карлсруэ. Входит в состав района Кальв.  Население составляет 10 521 человек (на 31 декабря 2010 года). Занимает площадь 105,26 км². Официальный код — 08 2 35 079. Сейчас город подразделяется на 6 городских районов.

## История
Вильдбад, на реке Энц, распололжен на высоте 430 метров над уровнем моря, был известным курортом в Королевстве Вюртемберг Германской империи, в 30 километрах от Баден-Бадена и 45 от Штутгарта. 
На 1907 год в городе проживало около 4 000 человек. Вокруг курорта была живописная местность с богатой лесной растительностью. На курорте имелось много тёплых индифферентных (щелочных) источников температурой в 32° — 39° по Цельсию (в другом источнике 33° — 41°, и минеральные источники типа акратотерм), которые употреблялись почти исключительно для ванн. Кроме ванн, имелись превосходно устроенные бассейны. 
Вильдбад особенно охотно посещался ревматиками (против ревматизма), подагриками (против подагры) и перенесшими хирургические болезни, после которых остались те или другие последствия для здоровья, а также при невралгиях, женских болезнях. Устройство заведений для лечения и отдыха было роскошное. Курортный сезон длился:
- летний с 1 мая по 15 сентября;
- зимний — с 1 октября по 15 марта. В другом источнике сезон указан с 1 мая по 1 октября, и приезжих в год до 20 000 человек[3].

На 1919 год в городе проживало 4 750 жителей.

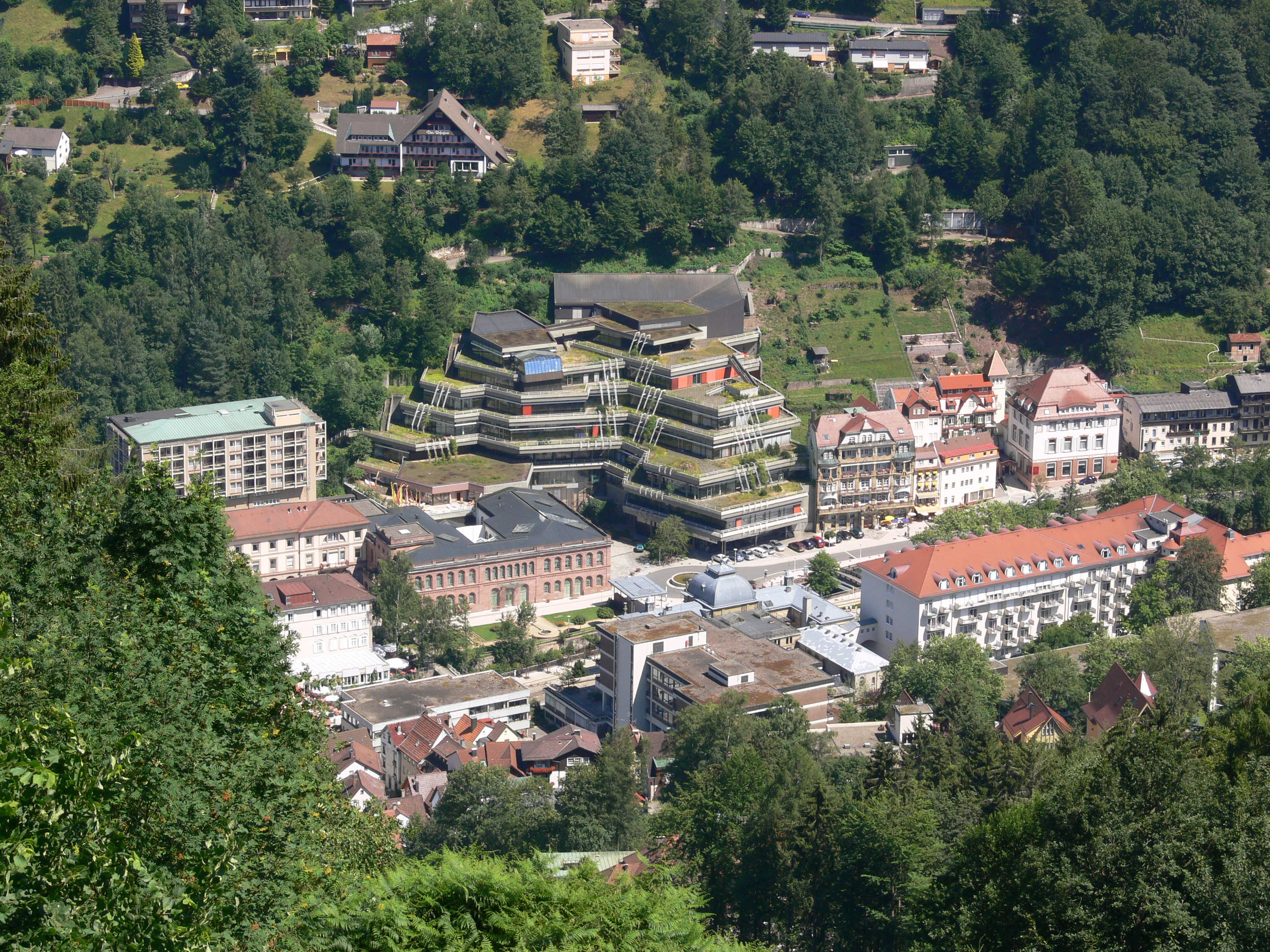
Бад-Вильдбад
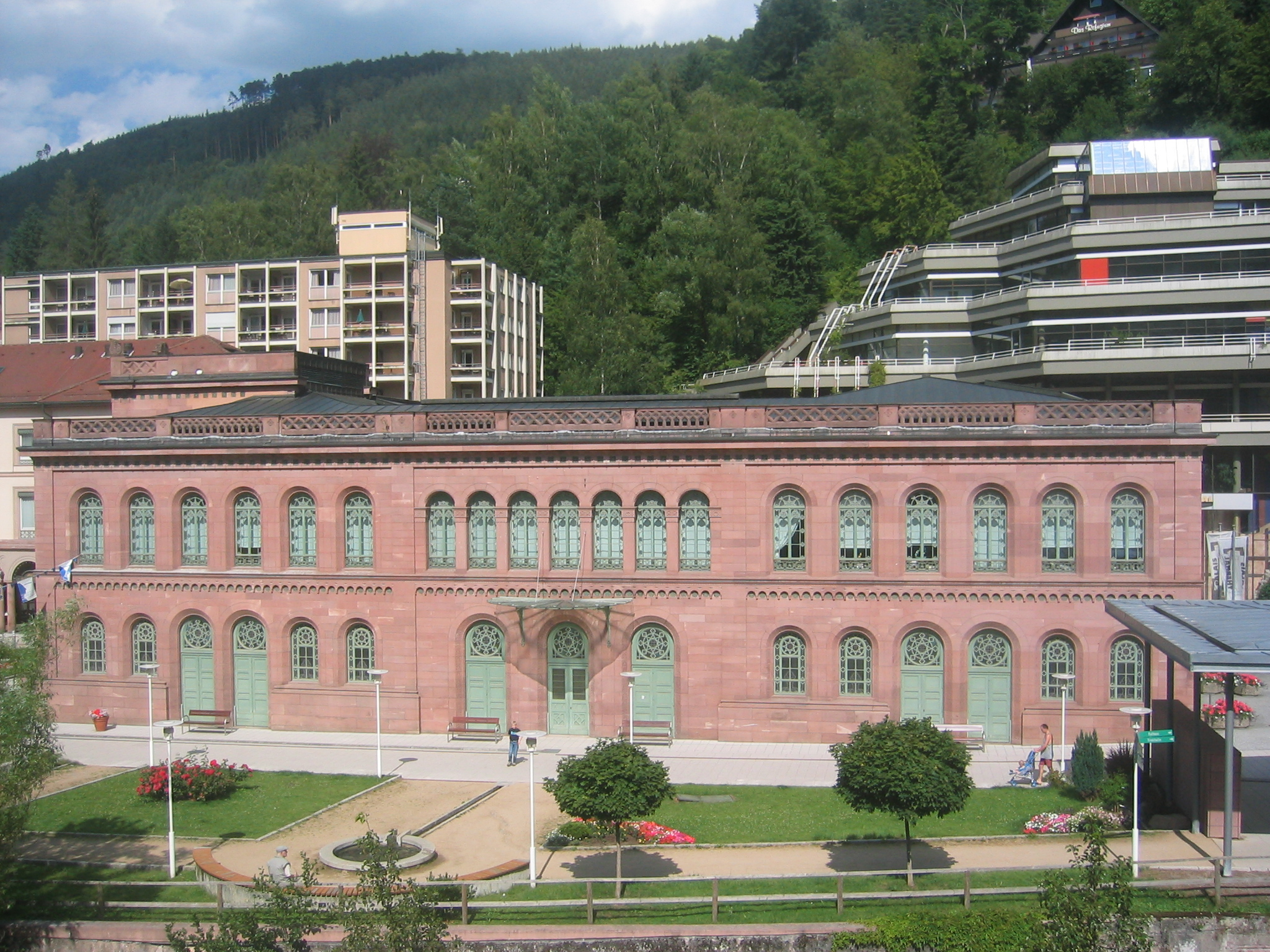
Бад-Вильдбад